# Бюлов, Андреас фон
Андре́ас фон Бюлов (нем. Andreas von Bülow; род. 17 июля 1937, Дрезден) — немецкий политик, член СДПГ с 1960 года.
Член Бундестага Германии в 1969—1994 годах.
Степень доктора юриспруденции получил в 1969 году в Гейдельбергском университете.
В 1976—1980 годах парламентский статс-секретарь Федерального министерства обороны Германии.
В 1980—1982 годах министр исследований и технологий.